# Georg Wiesemüller
Georg Wiesemüller (* 27. Februar 1908 in Heiligenstadt; † 15. August 1970 in Berlin) war ein deutscher Politiker (CDU). Er war von 1954 bis 1958 Abgeordneter der  Volkskammer der DDR.

## Leben
Wiesemüller war das siebente Kind eines Postbeamten und verlor im Ersten und Zweiten Weltkrieg vier Brüder. Er besuchte das Gymnasium und wurde 1931 bei der Deutschen Reichsbahn Reichsbahn-Inspektor. Am 1. Mai 1937 trat er in die NSDAP ein.
Nach dem Krieg war er im Verwaltungsdienst und als Bahnhofsvorsteher tätig. Bei der Neugründung von Parteien in der Sowjetischen Besatzungszone im Jahre 1945 schloss er sich in Querfurt der CDU an. Er war dann von 1949 bis 1953 persönlicher Referent des Staatssekretärs im Ministerium für Verkehr der DDR und von 1953 bis 1963  persönlicher Referent des Ministers für Post- und Fernmeldewesen Friedrich Burmeister. Er war von 1952 bis 1954 Mitglied der Bezirksverordnetenversammlung von Berlin-Treptow und von 1954 bis 1958 als Berliner Vertreter Mitglied der Volkskammer der DDR. Von 1958 bis zu seinem Tod gehörte er der Berliner Stadtverordnetenversammlung an und war Mitglied der Ständigen Kommission Verkehrswesen der Stadtverordnetenversammlung. Außerdem war er langjähriges Mitglied des CDU-Bezirksvorstandes Berlin und Vorsitzender der Arbeitsgruppe Wirtschaft des CDU-Bezirksvorstandes sowie Mitglied des Bezirksausschusses Berlin der Nationalen Front und des Präsidiums der Deutsch-Französischen Gesellschaft der DDR.
Ab 1952 war er stellvertretender Vorsitzender und ab 29. Juni 1962 Vorsitzender des CDU-Kreisverbandes Treptow (Nachfolger von Frida Stolzenbach). Im April 1968 schied er aus Gesundheitsgründen aus dieser Funktion aus und wurde von Karl Lukits abgelöst. Ab 1966 gehörte er als Abteilungsleiter im Rang eines Oberrats dem Zentralamt für Werbung der Deutschen Post an, wo die gesamte Eigenwerbung zu seinem Kompetenzbereich gehörte.
Wiesemüller starb im Alter von 62 Jahren und wurde auf dem St.-Hedwigs-Friedhof in Berlin beigesetzt.

## Auszeichnungen
- Ehrenzeichen der CDU
- Ehrennadel der Nationalen Front
- 1963 Vaterländischer Verdienstorden in Bronze
- Otto-Nuschke-Ehrenzeichen in Silber